# タゼルボ
タゼルボ (アラビア語: تازربو)はリビアのクフラ県のリビア砂漠に位置するオアシス。クフラの約250 km北西に位置する。
タゼルボの名はトゥーブー語で「本拠地」を意味し、これはアラブ人による侵略の前に、トゥーブー・スルタン国の本拠地であったためである。オアシスは長さ25〜30 km、幅10 kmである。オアシスの中心には並行して塩池、塩水湖のある細い谷が走っている。タゼルボには約10の村落が存在し、最も重要なものはEl-Jezeeraと呼ばれている。オアシスではヤシ 、タマリスク、アカシア、アフリカハネガヤ、イグサの群落が育っている。村の数キロ北にはスルタンの居城であったGasr Giránghediという古びた城の遺跡がある。
オアシスを訪れた最初のヨーロッパ人は、1879年8月にタゼルボを訪れたドイツ人ゲルハルト・ロルフスだった。